# Tetrathyrus arafurae
Tetrathyrus arafurae är en kräftdjursart som beskrevs av Stebbing 1888. Tetrathyrus arafurae ingår i släktet Tetrathyrus och familjen Platyscelidae. Inga underarter finns listade i Catalogue of Life.